# Bavoři

Území Baiuarie (světle modře) v rámci Svaté říše římské

Bavoři, či Bavorové, někdy též Bajuvarové (německy Bajuwaren nebo či Baiuwaren, latinsky Baiuvarii) byli germánský kmen. Usadili se v současném Bavorsku, které po nich nese jméno, dále v Rakousku a v Jižním Tyrolsku počátkem 5. století našeho letopočtu a jsou považováni za předky současných Bavorů a Rakušanů. Jejich jazykem byla raná bavorština.

## Původ
Z jejich původního jména Bajuwaren se vyvinulo pojmenování Baiernů – Bavorů, obyvatelstva kmenového vévodství vzniklého v polovině 6. století, zaujímajícího většinu Starého Bavorska, dnešního Rakouska a Jižních Tyrol.
Latinské jméno Baiuvarii se také občas píše Baiuvari, pravděpodobně to znamená „lidé z Čech“ (Bohemia). Předpokládá se, že název Bohemia je spojen s Bóji, keltským národem, který oblast opustil před římskou dobou a vystřídali ho Germáni. Bavoři dali své jméno oblasti Bavorska. Místní názvy nicméně ukazují na podobnosti názvů Baiowaria (Bavorsko), Boiohaemum (Bohemia – Čechy), Boica (Lužice), nebo dokonce Bononia (italské město Bologna).

## Jazyk
Bavoři jsou klasifikováni jako Germáni. Není jisté, zda původně mluvili východogermánskými nebo západogermánskými jazyky.. Rané důkazy o jazyku Bavorů jsou omezeny na osobní jména a několik runových nápisů. Od 8. století našeho letopočtu byli Bavoři mluvčími rané formy rakousko-bavorského západogermánského jazyka.
Dnes se území, na kterém se mluví bavorskými dialekty, rozkládá na území následujících států:
- bavorské správní okresy Dolní Bavorsko, Horní Bavorsko, Horní Falc, severovýchodní část Švábska a jihovýchodní části Středních Franků a Horních Franků[6]
- rakouské spolkové země Burgenland (s výjimkou chorvatsky mluvících oblastí), Korutany (s výjimkou slovinsky mluvících oblastí), Dolní Rakousy, Horní Rakousy, Salcbursko, Štýrsko, Tyrolsko (s výjimkou Tannheimského údolí) a Vídeň
- autonomní italská provincie Jižní Tyrolsko (kromě ladinské oblasti)
- švýcarská obec Samnaun v údolí řeky Inn

Až do odsunů po 2. sv. válce se bavorské jazykové ostrovy nacházely také v části Sudet (od Chebska po jižní Moravu), Maďarska (okolí Rábu a Šoproně) a Slovinska (Apače).